# AliOS
AliOS (precedentemente Yun OS e Aliyun OS) è una distribuzione Linux sviluppata da Alibaba Cloud, una consociata della società cinese Alibaba Group. È progettato per dispositivi intelligenti come smart TV ed è stato utilizzato come sistema operativo per dispositivi mobili. È un sistema operativo basato su Android Open Source Project (AOSP).

## Storia
AliOS impegnò 1.600 ingegneri di Alibaba per 3 anni, per svilupparlo basandosi sul codice del progetto AOSP. La società volle sfidare il predominio Android in Cina e cercò anche di espandersi nei mercati occidentali. Venne usato per la prima volta sul K-Touch W700 commercializzato nel 2011.
A maggio 2012 vennero venduti 1 milione di smartphone basati su AliOS. Si prevedeva che sarebbe diventato il secondo più grande sistema operativo mobile in Cina entro la fine del 2016, con il 14% del mercato.
AliOS 5 Atom venne pubblicato il 10 dicembre 2015.
Il 20 ottobre 2017, Alibaba Cloud annunciò un nuovo nome e obiettivo per il sistema operativo nella conferenza informatica di Alibaba 2017 a Hangzhou. Allo stesso tempo Alibaba introdusse un'edizione open source di AliOS, chiamata AliOS Things. Questa edizione si concentra sull'IdC e consentirebbe agli sviluppatori di scaricare gratuitamente il codice sorgente.

## Panoramica
AliOS ruota attorno all'idea di offrire funzionalità cloud ai dispositivi mobili. Secondo la società, AliOS presenterà strumenti di posta elettronica, ricerca Web, aggiornamenti meteo e strumenti di navigazione GPS basati su cloud. Inoltre, i servizi AliOS sincronizzeranno e memorizzeranno i dati delle chiamate, i messaggi di testo e le foto nel cloud per l'accesso attraverso altri dispositivi, inclusi i personal computer. Alibaba afferma che offrirà ai clienti 100 GB di spazio di archiviazione al lancio. AliOS consentirebbe agli utenti di accedere alle applicazioni dal Web, piuttosto che scaricare app sui propri dispositivi.

## Rapporti con Android
Secondo Google, AliOS è una versione biforcuta ma incompatibile del suo sistema operativo Android open source. La società ha quindi tentato di impedire ad Acer Inc. di vendere un telefono con tecnologia AliOS, sostenendo che Acer, un membro di Open Handset Alliance, aveva accettato di non produrre telefoni con versioni Android incompatibili. Andy Rubin, che all'epoca era responsabile della divisione Android di Google, affermava che mentre AliOS non fa parte dell'ecosistema Android, utilizza runtime, framework e vari strumenti di Android.

Alibaba contesta l'affermazione che AliOS è una versione di Android affermando quanto segue: 
 "Aliyun OS [ora AliOS] incorpora la propria macchina virtuale, che è diversa dalla macchina virtuale Dalvik di Android. L'ambiente di runtime di AliOS, che è il nucleo del sistema operativo, è costituito sia dalla propria macchina virtuale Java, che è diversa dalla Dalvik di Android macchina virtuale e un proprio motore di app cloud, che supporta applicazioni Web HTML5. AliOS utilizza alcuni strumenti e framework di applicazioni Android (open source) semplicemente come patch per consentire agli utenti AliOS di usufruire di app di terze parti oltre al cloud- basato su app AliOS nel nostro ecosistema ". 
 Tuttavia, a partire da settembre 2012, l'App Store AliOS contiene alcune applicazioni Android piratate, tra cui molte di Google.

## Censura di applicazioni
Nel novembre 2015, in seguito alla politica dell'Amministrazione statale cinese per la stampa, la pubblicazione, la radio, il cinema e la televisione, decine di applicazioni di terzi installate dagli utenti sui propri set-top box del sistema operativo Yun vengono automaticamente rimosse e bloccate dalla reinstallazione.

## Infotainment per auto
Nel 2024 AliOS inizia ad essere utilizzato per l'infotainment di automobili.
L'auto elettrica MG ES5, utilizza tale sistema operativo, nel suo monitor da 15.6"".